# Llacuna de la Janda
La llacuna de la Janda va ser una gran llacuna, actualment seca, que se situava a la zona nord del terme municipal de Tarifa (Cadis), autèntic paradís per a les aus migratòries. La seva dessecació va ser deguda als interessos econòmics per a disposar de bones terres agrícoles.En l'actualitat, és una depressió d'origen tectònic situada al nord de la carretera N-340 (E-5) entre Vejer de la Frontera i Tahivilla (Cadis), punt quilomètric 55.
Amb la contribució, entre d'altres, dels rius Barbate i Celemín pel nord i Almodóvar pel sud, es mantenien uns aiguamolls d'unes 4.000 hectàrees. Aquests aiguamolls en època plujosa van poder arribar a tenir 50 km² d'extensió, variable, estacional i d'escassa profunditat que, en l'època seca, es disgregaven en una successió de llacunes i bassiots.
La grua vulgar (G. grus) és, sens dubte, una de les espècies d'aus més representatives i evocadores de l'excepcional aiguamoll que en el passat va ser la llacuna de la Janda. Actualment, les grues tan sols van a la Janda a hivernar i romanen en la zona entre finals d'octubre o principis de novembre fins a mitjans de febrer o principis de març.